# José de Jesús Fuentes
General José de Jesús de la Rosa Fuentes fue un militar mexicano que participó en la Revolución mexicana. Nació en Parral, Chihuahua. Participó en los levantamientos preecursores de la Revolución mexicana, en concreto en el combate de Las Vacas, hoy en Villa de Acuña, Coahuila, el 28 de junio de 1908. Dejó el magonismo y hacia 1910 se adhirió al movimiento maderista. El 28 de noviembre de 1910 combatió en Las Escobas, Chihuahua y participó, como asistente de Francisco Villa, en la Toma de Ciudad Juárez, Chihuahua, en abril y mayo de 1911. Fue uno de los forjadores de la División del Norte y perteneció a la escolta de "Dorados". Murió entre Jiménez y Parral, al resultar herido en el combate que sostuvieron los villistas en Reforma, Chihuahua, contra las fuerzas del general Francisco Murguía, el 2 de enero de 1917.